# 公园与游憩
《公园与游憩》（或譯：天涯小築）是一齣美國全国广播公司製播的喜劇電視影集。由艾米·波勒飾演主角萊斯利·諾普（Leslie Knope）—一位活潑、開朗，並任職於印第安纳州虛構小鎮「龐尼」（Pawnee）公園管理處的中階官員。影集由葛瑞格·丹尼爾斯（Greg Daniels）和邁可·舒爾（Michael Schur）創造，从2009年4月9日首播至2015年全剧终共125集。影集使用单镜头模式的偽紀錄片風格拍攝。主要演員包括艾米·波勒、拉什达·琼斯、阿兹·安萨里、尼克·奧佛曼、奧布瑞·普拉扎、保羅·史奈德、克里斯·普瑞特、亞當·史考特、罗伯·劳、吉姆·歐海爾和瑞塔。
編劇為了影集內容而調查了加州當地的政治環境，並向都市規劃師和公職人員咨詢。波勒飾演的萊斯利·諾普在第一季後角色設定經小幅修改，主要為了回應觀眾對於角色看起來缺乏智慧和輕浮而提出的意見。此外編劇團隊也將許多時事加入劇情中，例如以全球金融危機為靈感的龐尼市政府關閉情節等。劇中也有許多客串演員，而這些角色經常重複出現在多集中。
《公园与游憩》在第一季播出時獲得褒貶不一的評價。然而在重新修正影集的形態和風格後，第二季起獲得的專業評價開始大幅提升。《公园与游憩》曾獲得多個獎項的提名，包括黃金時段艾美獎最佳喜劇影集、四項其他艾美獎項提名、金球獎最佳音樂及喜劇影集等。《時代》雜誌在2012年底的名單特集中將《公园与游憩》列為電視影集類第一名。2013年，《公园与游憩》入圍电视评论家协会獎四項提名，並贏得喜劇類傑出成就獎。

## 劇情概要

### 第一季
《公园与游憩》主角萊斯利·諾普（Leslie Knope，艾米·波勒 飾）是印第安纳州虛構小鎮「龐尼」（Pawnee）的公園與遊憩部門（Parks and Recreation Department）副主任。當地的一名護士安·柏金斯（Ann Perkins，拉西達·瓊絲 飾）在男友安迪·杜爾（Andy Dwyer，克里斯·普瑞特 飾）不慎跌入住家旁的一個廢棄工地的大坑洞受傷後，要求市政府負責填補坑洞。萊斯利承諾會將坑洞改建為一座公園，但卻受到反政府自由意志主義者的上司朗·史旺森（Ron Swanson，尼克·奧佛曼 飾）的反對。城市規劃師馬克·布蘭登維茲（Mark Brendanawicz，保羅·史奈德 飾）很務實地認為由於政府官僚的繁文縟節，這此一計劃顯得十分不切實際，但卻私下暗自說服朗同意這項提案。而萊斯利則從數年前開始對馬克產生情愫。萊斯利和她的下屬湯姆·哈佛特（Tom Haverford，阿兹·安萨里 飾）和對一切事物無感的艾波·魯蓋特（April Ludgate，奧布瑞·普拉扎 飾）試著說服當地居民支持公園興建計劃，但卻遭遇到反對聲浪。隨後，安發現安迪為了獲得照顧而誇大自己的傷勢，她對此感到憤怒不已。同時，酒醉又寂寞的馬克和萊斯利來到廢棄的工地坑洞旁，馬克親吻了萊斯利，但萊斯利拒絕了馬克的進一步行動。感到羞愧的馬克不小心失足跌入坑洞中受傷。

### 第二季
安和安迪分手，並在萊斯利的同意下開始與馬克約會。而湯姆的小兒外科醫生溫蒂（Wendy）之間的婚姻被發現原來是為了獲取綠卡，因此兩人最後離婚，讓湯姆十分失望。廢棄的工地坑洞終於被填補，而朗的恐怖前妻譚咪二號（Tammy Two，梅甘·马拉利 飾）在隨後來訪，她試圖說服並誘惑朗放棄公園計劃，並將空地讓給她所屬的圖書館部門興建一座圖書館。艾波開始對安迪產生好感，但安迪依舊喜歡著安。在馬克準備向安求婚的同時，安卻表示對安迪已經沒有任何感覺。兩人分手，馬克離開市政府轉往私人企業工作。同時，預算危機讓印第安納州審計員克里斯·崔傑（Chris Traeger，罗伯·劳 飾）和班·懷特（Ben Wyatt，亞當·史考特 飾）決定暫時關閉龐尼市政府，萊斯利因此陷入驚恐，但朗卻感到十分輕鬆。此外，安迪也開始對艾波產生感情，但艾波擔心安迪還未放棄安。安隨後受到與馬科分手產生的複雜情緒的影響而親吻了安迪，讓艾波決定拒絕安迪。本季結束在湯姆意外的發現朗正在和他的前妻溫蒂約會。

## 製作

### 製作團隊
Deedle-Dee Productions和环球电视公司合作製播了《公园与游憩》的第一季，自第二季開始Fremulon和3 Arts Entertainment兩間公司也加入了製作團隊。《公园与游憩》是由葛瑞格·丹尼爾斯和邁可·舒爾創造，舒爾也和霍華·克萊同時兼任影集的執行製作人。克萊曾與丹尼爾斯和舒爾曾在全國廣播公司（NBC）的另一齣喜劇影集《辦公室瘋雲》中合作。舒爾在《公园与游憩》團隊中擔任節目運作人（Showrunner）的工作，艾米·波勒和摩根·薩克特（Morgan Sackett）則是影集的製作人。《辦公室瘋雲》的編輯迪恩·霍蘭德（Dean Holland）也在《公园与游憩》中參與編輯工作。《辛普森家庭》的前任執行製作人和節目運作人麥可·斯庫利（Mike Scully）在第一季中加入《公园与游憩》擔任顧問。

### 演員與角色
第一季的主要演員包括：
- 艾米·波勒（Amy Poehler）飾演萊斯利·諾普（Leslie Knope），一位政府部門中階官員，對於她的故鄉「龐尼」（Pawnee）有著極大的熱情，從未讓政治生涯上的各種風波影響她的樂觀態度，她的終極目標是成為美國總統[21]。波勒離開七年間持續參與演出的《週六夜現場》節目，投入《公园与游憩》的演出[22][23]。直到波勒確定加入劇組後，丹尼爾斯和舒爾才開始構想《公园与游憩》的概念及撰寫試播集的劇本[24]。
- 拉西達·瓊絲（Rashida Jones）飾演安·柏金斯（Ann Perkins），一名原本對政治完全不了解的護士，在和萊斯利成為朋友後逐漸參與許多龐尼市政府的事務[25]。瓊絲是丹尼爾斯和舒爾在2008年第一批試鏡的演員之一，當時《公园与游憩》依然被當成《辦公室瘋雲》的衍生劇集來規劃，而柏金斯曾在《辦公室瘋雲》中飾演吉姆·哈波特（Jim Halpert）的女友凱倫·芙麗佩利（Karen Filippelli）[24][26]。2013年11月，劇組宣布拉西達·瓊絲和另一名演員罗伯·劳在第六季中離開《公园与游憩》[27]。兩人在該季的第13集後正式離開[28]。
- 阿茲·安薩里（Aziz Ansari）飾演湯姆·哈佛特（Tom Haverford），萊斯利的下屬，對公園管理局的工作心不在焉，並認真考慮辭去在市政府的工作轉往經營自己的企業[29]。與瓊絲相同，丹尼爾斯和舒爾在《公园与游憩》的早期規劃階段便已鎖定安薩里加入演員團隊[24][26]。
- 尼克·奧佛曼（Nick Offerman）飾演朗·史旺森（Ron Swanson），公園與遊憩部門的部長，認為政府應在社會上扮演最小的角色。因此朗試著讓自己管理的部門盡可能的沒有任何作用，並只聘請不在乎或不擅長自己工作的員工[30]。但朗卻經常不經意地展現出對同事們的深切關心[31]。
- 奧布瑞·普拉扎（Aubrey Plaza）飾演艾波·魯蓋特（April Ludgate），憤世忌俗、對任何事物毫不關心的實習生，但卻成為朗的最佳助理[32]。這個角色是編劇為普拉扎量身定做。在與試鏡導演艾莉森·瓊斯（Allison Jones）與普拉扎見面後，她向舒爾說「我剛剛見到了此生遇過最奇怪的女孩。你務必要見她一面並讓她成為本劇演員[18]。」
- 保羅·史奈德（Paul Schneider）飾演馬克·布蘭登維茲（Mark Brendanawicz），一名抱持樂觀進取態度進入職場的城市規劃師，但隨之而來的是對工作的厭倦和理想的破滅[33]。史奈德曾表示對這個角色缺乏安全感，因為他仍然不確定馬克的行事動機[34]。史奈德在第二季後離開劇組[35][36]。
- 克里斯·普瑞特（Chris Pratt）飾演安迪··杜爾（Andy Dwyer），安的前男友，一個傻乎乎、漫不經心樂團主唱。最初安迪預計在只在第一季中登場，但由於製作人在試鏡後十分喜歡普瑞特，因此決定在第二季開始讓他成為固定演員[37]。

自第二季起，兩位新演員成為影集的固定角色：
- 亞當·史考特（Adam Scott）飾演班·懷特（Ben Wyatt），一位幹練的政府職員，但卻不擅長社交，他試著彌補在年輕時擔任市長所犯下的錯誤[39]史考特在離開Starz的喜劇影集《Party Down（英语：Party Down）》之後加入《公园与游憩》的演出[38]。
- 罗伯·劳（Rob Lowe）飾演克里斯·崔傑（Chris Traeger），一位極端正面和重視健康的政府職員[40]。與史考特不同，劳原本預計在客串數集後便離開劇組[41][42]，但不久後便簽下長期合約成為劇組的固定演員之一[42][43]2013年11月，劇組宣布拉西達·瓊絲和另一名演員罗伯·劳在第六季中離開《公园与游憩》[27]。兩人在該季的第13集後正式離開[28]。
- 吉姆·歐海爾（Jim O'Heir）和瑞塔（Retta）分別飾演傑瑞·傑格奇（Jerry Gergich）和唐娜·梅格爾（Donna Meagle），這兩個角色自一開始便出現在影集中，但直到第二季他們的角色個性才被更進一步描寫。舒爾曾表示《公園與遊憩》的工作人員因喜愛這兩位演員而延攬他們加入劇組，並「認為我們之後會有更清楚的構想」。在〈Practice Date〉一集中關於傑瑞的喜劇橋段讓他成為其他同事的非惡意取笑對象[18]。歐海爾和瑞塔直到第三季才成為《公園與遊憩》的固定演員[44]。

## 反響

### 收視率
| 季 | 時段（ET）                              | 集數 | 首集          | 首集                  | 末集          | 末集                  | 季度           | 排名 | 收視人口 （百萬） |
| 季 | 時段（ET）                              | 集數 | 日期          | 首集收視人口 （百萬） | 日期          | 末集收視人口 （百萬） | 季度           | 排名 | 收視人口 （百萬） |
| -- | --------------------------------------- | ---- | ------------- | --------------------- | ------------- | --------------------- | -------------- | ---- | ----------------- |
| 1  | 週四20:30                               | 6    | 2009年4月9日  | 6.77                  | 2009年5月14日 | 4.25                  | 2008年－2009年 | #96  | 6.0               |
| 2  | 週四20:30                               | 24   | 2009年9月17日 | 5.00                  | 2010年5月20日 | 4.55                  | 2009年－2010年 | #108 | 4.6               |
| 3  | 週四21:30                               | 16   | 2011年1月20日 | 6.14                  | 2011年5月19日 | 3.72                  | 2010年－2011年 | #116 | 5.1               |
| 4  | 週四20:30（2011年） 週四21:30（2012年） | 22   | 2011年9月22日 | 4.11                  | 2012年5月8日  | 3.42                  | 2011年－2012年 | #134 | 4.4               |
| 5  | 週四21:30（2012年） 週四20:30（2013年） | 22   | 2012年9月20日 | 3.50                  | 2013年5月2日  | 2.99                  | 2012年－2013年 | #111 | 4.06              |
| 6  | 週四20:00（2013年） 週四20:30（2014年） | 22   | 2013年9月26日 | 3.27                  | 2014年4月24日 | 2.71                  | 2013年－2014年 |      |                   |

## 獲獎與提名
| 年份   | 獎項                 | 類別                                     | 獲提名者 | 結果     |
| ------ | -------------------- | ---------------------------------------- | --- | -------- |
| 2010年 | 黃金時段艾美獎       | 最佳喜劇影集女主角                       | 艾米·波勒 | 提名     |
| 2010年 | 全美民選獎           | 最受歡迎電視喜劇女演員                   | 艾米·波勒 | 提名     |
| 2010年 | 电视评论家协会獎     | 喜劇類最佳個人成就                       | 尼克·奧佛曼 | 提名     |
| 2010年 | 电视评论家协会獎     | 喜劇類最佳成就                           | 《公園與遊憩》 | 提名     |
| 2010年 | GLAAD媒體獎          | 傑出單集（無固定LGBT角色的影集）         | 單集〈Pawnee Zoo〉 | 獲獎     |
| 2010年 | 娱乐周刊獎           | 最佳喜劇影集                             | 《公園與遊憩》 | 提名     |
| 2010年 | 娱乐周刊獎           | 最佳喜劇男配角                           | 尼克·奧佛曼 | 提名     |
| 2011年 | 電視評論家票選獎     | 最佳喜劇類女主角                         | 艾米·波勒 | 提名     |
| 2011年 | 電視評論家票選獎     | 最佳喜劇影集                             | 《公園與遊憩》 | 提名     |
| 2011年 | 電視評論家票選獎     | 最佳喜劇類男配角                         | 尼克·奧佛曼 | 提名     |
| 2011年 | 电视评论家协会獎     | 喜劇類最佳個人成就                       | 艾米·波勒 | 提名     |
| 2011年 | 电视评论家协会獎     | 喜劇類最佳個人成就                       | 尼克·奧佛曼（與《摩登家庭》的泰·布瑞爾平手） | 獲獎     |
| 2011年 | 电视评论家协会獎     | 年度節目                                 | 《公園與遊憩》 | 提名     |
| 2011年 | 电视评论家协会獎     | 喜劇類傑出成就                           | 《公園與遊憩》 | 提名     |
| 2011年 | 美国拉丁裔媒体艺术奖 | 最受歡迎電視女演員－配角                 | 奧布瑞·普拉扎 | 提名     |
| 2011年 | 黃金時段艾美獎       | 最佳喜劇影集                             | 《公園與遊憩》 | 提名     |
| 2011年 | 黃金時段艾美獎       | 最佳喜劇影集女主角                       | 艾米·波勒 | 提名     |
| 2011年 | 黃金時段艾美獎       | 最佳混音和動畫－喜劇或戲劇影集（半小時） | 單集〈Andy and April's Fancy Party〉 | 提名     |
| 2011年 | 衛星獎               | 最佳喜劇或音樂劇電視影集女主角           | 艾米·波勒 | 提名     |
| 2011年 | 美国电影学会獎       | 電視影集                                 | 《公園與遊憩》 | 獲得榮譽 |
| 2012年 | 美国拉丁裔媒体艺术奖 | 最受歡迎電視喜劇主要角色女演員           | 奧布瑞·普拉扎 | 提名     |
| 2012年 | 金球獎               | 最佳女主角－音樂及喜劇類                 | 艾米·波勒 | 提名     |
| 2012年 | 皮博迪獎             |                                          | 《公園與遊憩》 | 獲得榮譽 |
| 2012年 | 美國製片工會獎       | 最佳電視單集類喜劇製作人                 | Greg Daniels、Dan Goor、Howard Klein、Amy Poehler、Morgan Sackett、Michael Schur | 提名     |
| 2012年 | 美國製片工會獎       | 網路影集                                 | 單集〈April and Andy's Road Trip〉 | 提名     |
| 2012年 | 美國編劇工會獎       | 最佳喜劇影集                             | Greg Daniels、Katie Dippold、Daniel J. Goor、Norm Hiscock、Emily Kapnek、Dave King、Greg Levine、Aisha Muharrar、Chelsea Peretti、Amy Poehler、Brian Rowe、Michael Schur、Mike Scully、Emily Spivey、Alan Yang、Harris Wittels                                 | 提名     |
| 2012年 | 喜劇獎               | 最佳喜劇影集                             | 《公園與遊憩》 | 獲獎     |
| 2012年 | 喜劇獎               | 最佳電視喜劇女演員                       | 艾米·波勒 | 獲獎     |
| 2012年 | 電視評論家票選獎     | 最佳喜劇類女主角                         | 艾米·波勒（與《房客小妹》的柔伊·黛絲香奈平手） | 獲獎     |
| 2012年 | 電視評論家票選獎     | 最佳喜劇影集                             | 《公園與遊憩》 | 提名     |
| 2012年 | 電視評論家票選獎     | 最佳喜劇類女配角                         | 尼克·奧佛曼 | 提名     |
| 2012年 | 電視評論家票選獎     | 最佳喜劇類客串演員                       | 凱薩琳·漢恩 | 提名     |
| 2012年 | 電視評論家票選獎     | 最佳喜劇類客串演員                       | 保羅·路德 | 獲獎     |
| 2012年 | 電視評論家協會獎     | 傑出個人喜劇成就                         | 艾米·波勒 | 提名     |
| 2012年 | 電視評論家協會獎     | 傑出喜劇成就                             | 《公園與遊憩》 | 提名     |
| 2012年 | 黃金時段艾美獎       | 最佳喜劇影集女主角                       | 艾米·波勒 | 提名     |
| 2012年 | 黃金時段艾美獎       | 最佳喜劇影集編劇                         | 艾米·波勒（以單集〈The Debate〉獲提名） | 提名     |
| 2012年 | 黃金時段艾美獎       | 最佳喜劇影集編劇                         | 邁可·舒爾（以單集〈Win, Lose, or Draw〉獲提名） | 提名     |
| 2012年 | 黃金時段艾美獎       | 最佳特別節目－短篇真人演出娛樂節目       | 單集〈April and Andy's Road Trip〉 | 提名     |
| 2012年 | 黃金時段艾美獎       | 最佳混音和動畫－喜劇或戲劇影集（半小時） | 單集〈End of the World〉 | 提名     |
| 2012年 | 衛星獎               | 最佳電視影集－音樂及喜劇類               | 《公園與遊憩》 | 提名     |
| 2012年 | 衛星獎               | 最佳電視影集女演員－音樂及喜劇類         | 艾米·波勒 | 提名     |
| 2013年 | 金球獎               | 最佳女主角－音樂及喜劇類                 | 艾米·波勒 | 提名     |
| 2013年 | 藝術指導公會獎       | 傑出電視製作設計獎－單鏡式半小時電視影集 | Ian Phillips（以單集〈Soda Tax〉獲獎） | 獲獎     |
| 2013年 | 美國編劇工會獎       | 喜劇影集                                 | Megan Amram、Greg Daniels、Nate Dimeo、Katie Dippold、Daniel J. Goor、Norm Hiscock、Dave King、Greg Levine、Joe Mande、Aisha Muharrar、Nick Offerman、Chelsea Peretti、Amy Poehler、Alexandra Rushfield、Mike Scully、Michael Schur、Harris Wittels、Alan Yang | 提名     |
| 2013年 | 美國編劇工會獎       | 非連續喜劇                               | 艾米·波勒（以單集〈The Debate〉獲提名 | 提名     |
| 2013年 | 美國演員工會獎       | 電視喜劇類最佳女演員                     | 艾米·波勒 | 提名     |
| 2013年 | 黃金時段艾美獎       | 最佳喜劇影集女主角                       | 艾米·波勒 | 提名     |
| 2013年 | 格雷西獎             | 傑出喜劇                                 | 《公園與遊憩》 | 獲獎     |
| 2013年 | 格雷西獎             | 傑出女演員                               | 艾米·波勒 | 獲獎     |
| 2014年 | 金球獎               | 最佳電視影集女主角－音樂或喜劇類         | 艾米·波勒 | 獲獎     |
| 2014年 | 金球獎               | 最佳電視影集－音樂或喜劇類               | 《公園與遊憩》 | 提名     |